# Joniškėlis
Joniškėlis è una città della Lituania, situata nella contea di Panevėžys.